# جاكي ميرفي
جاكي ميرفي (بالإنجليزية: John Murphy)‏ (16 أغسطس 1949 بإدنبرة في المملكة المتحدة - 23 أكتوبر 1970) هو لاعب كرة قدم بريطاني في مركز نصف الجناح. لعب مع نوتس كاونتي.